# Dynamo Barnaul
Der FK Dynamo Barnaul (russisch ФК «Динамо-Барнаул», wiss. Transliteration FK Dinamo-Barnaul) ist ein russischer Fußballverein aus der Stadt Barnaul. Der Club spielt in der 2. Liga Division B, der vierthöchsten Liga des Landes.

## Geschichte
Der Verein wurde im Jahr 1957 gegründet. Der größte Erfolg der über 50 Jahre andauernden Clubgeschichte war der Aufstieg in die 1. Division, den der Verein zuletzt im Jahr 2007, als die Mannschaft Erster in der Ost-Gruppe der 2. Division wurde, erreichte. Zuvor spielte der Verein bereits Anfang der 1990er Jahre zweitklassig.

## Ligaresultate
- 1992: 1. Division (Ost) – 12. Platz
- 1993: 1. Division (Ost) – 13. Platz (Abstieg)
- 1994: 2. Division (Ost) – 4. Platz
- 1995: 2. Division (Ost) – 2. Platz
- 1996: 2. Division (Ost) – 10. Platz
- 1997: 2. Division (Ost) – 5. Platz
- 1998: 2. Division (Ost) – 9. Platz
- 1999: 2. Division (Ost) – 9. Platz
- 2000: 2. Division (Ost) – 11. Platz
- 2001: 2. Division (Ost) – 10. Platz
- 2002: 2. Division (Ost) – 4. Platz
- 2003: 2. Division (Ost) – 2. Platz
- 2004: 2. Division (Ost) – 3. Platz
- 2005: 2. Division (Ost) – 3. Platz
- 2006: 2. Division (Ost) – 4. Platz
- 2007: 2. Division (Ost) – 1. Platz (Aufstieg)
- 2008: 1. Division – 20. Platz (Abstieg)
- 2009: 2. Division (Ost) – 2. Platz
- 2010: 2. Division (Ost) – 4. Platz
- 2011/12: 2. Division (Ost) – 5. Platz
- 2024: 2. Liga – 10. Platz